# 大路镇 (松桃县)
大路镇，是中华人民共和国贵州省铜仁市松桃苗族自治县下辖的一个乡镇级行政单位。
2015年12月8日，贵州省人民政府批复同意松桃县部分乡镇行政区划调整，同意撤销大路乡，设置大路镇，撤乡设镇后行政区域和政府驻地不变。

## 行政区划
大路镇下辖以下地区：
大路村、和平村、桂芽村、寨冠村、大溪村、瓦厂坝村、后洞村、田坝子村、平江村、矮堡村、耿溪村、大湾沟村、长征村和沿坪村。